# Terra Bella
Terra Bella statisztikai település az USA Kalifornia államában, Tulare megyében. Lakosainak száma 2910 fő (2020. április 1.).

## Népesség
A település népességének változása:

| 2010 | 3 310 |
| 2020 | 2 910 |